# 片岡晴子
片岡 晴子（かたおか はるこ、1970年10月6日 - ）は、宮城県仙台市出身のフリーアナウンサー。青山学院女子短期大学出身、福島中央テレビの元アナウンサーで、ふくしまFMの開局同時に移籍した。その後、フリーアナウンサーとして、宮城県と東京都を中心に活動した。
「PUMP UP FRIDAY」の最終回(2011年6月24日)でこの番組をもってアナウンサーの仕事を引退することと、当時大学の心理学科で学んでおりいずれは心理士の職に就きたいことを発表した。
2015年3月現在
JCDA キャリアカウンセラー／
日本産業カウンセラー協会　産業カウンセラー／
公益財団法人　日本女性学習財団　女性キャリア支援士／
日本心理学会　認定心理士／
日本心理療法士協会　コミュニケーション心理アドバイザー／　他　心理系資格を多数所有。
東京都内の私立大学にてキャリアカウンセラーとして勤務。　
転職会社　カスタマーサービス部　キャリア形成支援　　一般向け　キャリア・産業カウンセリングに従事。　　　　

## 過去の担当番組
ラジオ番組　
- PUMP UP FRIDAY（Date FM）
- テレマートラジオショッピング（エフエム富士）

テレビ番組
- NNNニュースプラス1ふくしま
- ヴァーナルTV239（ヴァーナルの専門チャンネル・廃局）
- 台東区広報番組
- 都議会議員特番（CATV）
- じゅにクラ情報局・ナレーション（東京ケーブルネットワーク）
- 怪傑ショッパーズ・ナレーション（いちかわケーブルネットワーク）

VP&CM
- シュガーレディ　企業VP
- 江戸川区防災システム　VP
- マリンパル女川CM

ほか多数
- イブニング･パラダイス（ふくしまFM）
- アイミーStay With Me（ふくしまFM）
- 日曜新時間（サンデーニュータイム）（ふくしまFM）
- TBC Sports Paradise（TBCラジオ 毎週金曜日担当（2006年3月31日～2008年9月26日））

・Wonder J（FM仙台 Date FM）
・PUMP UP FRIDAY（FM仙台 Date FM）　他